# Khalid Kbiri Alaoui
Khalid Kbiri Alaoui (en arabe : خالد كبيري العلوي), né le 28 juin 1996 à Fès (Maroc), est un footballeur marocain évoluant au poste de gardien de but au Raja Club Athletic.

## Biographie

### Carrière en club

#### Débuts et premier titre
Khalid Kbiri Alaoui voit le jour le 28 juin 1996 à Fès. Il intègre l'école de football du Maghreb de Fès en 2010 et montre rapidement ses qualités au poste de gardien de but. En 2016, il est appelé en équipe première par Tarik Sektioui alors que le club vient de tomber en deuxième division pour la première fois depuis 11 ans.
Le 18 novembre 2016, il remporte en tant que troisième gardien la Coupe du Trône 2016 face à l'Olympique de Safi.
Le 9 avril 2017, il dispute son premier match en compétitions internationales contre le Fath US au titre du deuxième tour de la Coupe de la confédération 2017.

#### Beni Mellal et Soualem
En juillet 2019, il rejoint le Raja de Béni Mellal, un club en grande difficulté qui va s'assurer la relégation en Botola2 plusieurs journées avant la fin du championnat.
Le 30 novembre 2020, il revient au Maghreb de Fès, alors fraichement remonté en première division après quatre ans de disette. 
Le 4 décembre, il fait ses débuts en Botola sous Abdellatif Jrindou lors du premier match de la saison contre l'AS FAR (victoire 2-1),. Il se retrouve en rude concurrence avec Amine El Bourkadi et Aymane Majid et finit la saison avec 8 apparitions en championnat.
En août 2021, il résilie son contrat à l'amiable et rejoint la Jeunesse sportive Soualem pour une saison,. Il s'impose rapidement sous la houlette de Redouane El Haimer mais il est écarté par la direction à cause de son refus se renouveler son contrat.

#### Premier titre de l'histoire de l'OC Safi
Le 13 juillet 2022, il rejoint l'Olympique de Safi en paraphant un contrat de deux saisons. En concurrence avec Mehdi Ouaya, il joue 17 match lors de sa première saison. La saison 2023-2024 est celle de la révélation, il dispute 29 matchs sur 30 et n'encaisse que 20 buts. Il est désigné 3e meilleur gardien de la saison par l'Union marocaine des footballeurs professionnels, derrière Anas Zniti et Mehdi Benabid.
En juin 2024, il renouvelle son contrat pour deux saisons supplémentaires et porte désormais la brassard de capitaine. Lors de la saison 2024-2025, il réalise 29 apparitions en championnat, concédant 27 buts et enregistrant 10 clean sheets.
Le 29 juin 2025, l'Olympique de Safi s'impose face à la Renaissance Sportive de Berkane aux tirs au but pour remporter la Coupe du Trône 2023-2024, le premier titre de son histoire. Alaoui a joué un rôle décisif dans ce succès, réalisant trois arrêts déterminants, dont deux lors de la séance des tirs au but. Il reçoit le trophée des mains du prince Moulay Rachid.

#### Raja CA
Le 17 juillet 2025, il est enrôlé par le Raja Club Athletic pour trois saisons après avoir payé sa clause libératoire.

### Carrière internationale
En 2013, il est convoqué avec la sélection marocaine des moins de 17 ans. Le 2 septembre 2018, il est appelé par Jamal Sellami pour rejoindre la sélection locale A' pour un stage de préparation à El Jadida du 3 au 9 septembre.

## Palmarès
Maghreb de Fès
- Coupe du trône
  - Champion en 2016

 Olympique de Safi
- Coupe du trône
  - Champion en 2023-24